# Gesetzliche Rentenversicherung
Gesetzliche Rentenversicherung (GRV) ist die Bezeichnung für ein gesetzliches Alters- und/oder Hinterbliebenensicherungssystem, das zusätzlich oft auch zur Absicherung gesundheitlicher Risiken dient.

## Die Rentenversicherung als Sozialversicherung
Die gesetzliche Rentenversicherung ist eine Sozialversicherung, die sich – wie die anderen Zweige der Sozialversicherung auch – durch das Solidarprinzip und das Äquivalenzprinzip auszeichnet.
Die Leistungen in der gesetzlichen Rentenversicherung in Deutschland sind für den Einzelnen grundsätzlich äquivalent zu den gezahlten Beiträgen (Individualäquivalenz). Ungleichbehandlungen von Versicherten ergeben sich durch die Änderungen von Beitragssatz und Rentenwert während des Versicherungsverlaufs. Solidarische Effekte entstehen durch die Einbeziehung von Leistungen, denen keine Beitragszahlungen gegenüberstehen, wie etwa die Anerkennung von Kindererziehungszeiten. Diese Leistungen werden ganz oder teilweise nicht durch Sozialversicherungsbeiträge, sondern durch Steuern gedeckt.
Dies kann in anderen Ländern anders geregelt sein. Finanziert wird die gesetzliche Rentenversicherung entweder nach dem Umlage- (so in Deutschland) oder nach dem Kapitaldeckungsverfahren.

## Länder mit gesetzlicher Rentenversicherung (Auswahl)
Gesetzliche Rentenversicherungen bestehen heute in vielen Ländern (geordnet nach dem Jahr des Inkrafttretens):
- 1891 – Deutschland (Gesetzliche Rentenversicherung, verwaltet von der Deutschen Rentenversicherung)
- 1891 – Dänemark (Volksrente)[5]
- 1898 – Neuseeland (Old Age Pensions Act)[6]
- 1900 – Belgien
- 1900 – New South Wales (Old Age Pensions Act)[7]
- 1906 – Österreich (Sozialversicherung, siehe Pensionsversicherungsanstalt)
- 1908 – Großbritannien (Old Age Pensions Act)[8]
- 1908 – Australien
- 1909 – Island
- 1910 – Frankreich (loi sur les retraites ouvrières et paysannes)[9]
- 1911 – Irland
- 1911 – Luxemburg[10]
- 1913 – Schweden (Volksrente)[11]
- 1919 – Italien
- 1919 – Niederlande
- 1919 – Spanien
- 1927 – Kanada
- 1934 – Griechenland
- 1935 – Portugal
- 1935 – Vereinigte Staaten (Social Security)
- 1936 – Norwegen
- 1937 – Finnland
- 1948 – Schweiz (Alters- und Hinterlassenenversicherung)
- 1954 – Liechtenstein
- 1961 – Japan (Kokumin Nenkin)[12]